# Potentilla strigosa
Potentilla strigosa là loài thực vật có hoa trong họ Hoa hồng. Loài này được Pall. ex Pursh miêu tả khoa học đầu tiên năm 1814.